# Мисти Стоун
Мисти Стоун (на английски: Misty Stone) е артистичен псевдоним на американската порнографска актриса Мишел Лин Хол, родена на 26 март 1986 г. в Ингълуд, Мериленд, САЩ.

## Кариера
Дебютира като актриса в порнографската индустрия през 2006 г.
Водеща е заедно с Дейна Диармонд на церемонията по връчване на наградите Urban X през 2010 г.
Участва в документалния филм „Aroused“ (2013 г.) за живота на 16 от най-популярните порнографски филмови актриси.
Стоун озвучава проститутка във видеоиграта Grand Theft Auto V.
Поставена е на 34-то място в класацията на списание „Комплекс“ – „Топ 50 на най-горещите чернокожи порнозвезди за всички времена“, публикувана през септември 2011 г.
През февруари 2014 г. обявява, че поради ангажиментите си в игралното кино, ще се снима единствено в секс сцени с жени и соло сцени.
Участва в епизод от седмия сезон на американския сериал „Синове на анархията“.

## Награди и номинации
Зала на славата
- 2015: NightMoves зала на славата.[11]

Носителка на индивидуални награди
- 2009: CAVR награда за най-гореща звезда.[12]
- 2010: Urban X награда за порнозвезда на годината.[2][13]
- 2013: NightMoves награда за най-добра етническа изпълнителка (избор на феновете).[14]
- 2017: Urban X награда за изпълнителка на годината.[15]

Носителка на награди за изпълнение на сцени
- 2009: Urban X награда за най-добра секс сцена момиче-момиче – „Black Teen Pussy #3“ (с Рене Ривър).[13]
- 2012: Urban X награда за най-добра секс сцена с двойка – „Хоризон“ (с Бил Бейли).[16]

Номинации за индивидуални награди
- 2008: Номинация за CAVR награда за звезда на годината.[17]
- 2009: Номинация за AVN награда за най-добра нова звезда.[18]
- 2010: Номинация за AVN награда за изпълнителка на годината.[19]
- 2010: Номинация за AVN награда за най-добра поддържаща актриса.[19]
- 2010: Номинация за XRCO награда за актриса – единичено изпълнение.[20]
- 2010: Номинация за XRCO награда за невъзпята сирена.[20]
- 2010: Номинация за F.A.M.E. награда за любима орална звезда.[21]
- 2011: Номинация за AVN награда за изпълнителка на годината.[22][23]
- 2011: Номинация за AVN награда за най-добра актриса – „Любовен триъгълник“.[22]
- 2011: Номинация за AVN награда за най-добра поддържаща актриса.[22][23]
- 2011: Номинация за XBIZ награда за изпълнителка на годината.[24]
- 2012: Номинация за AVN награда за най-добра актриса.[25]
- 2012: Номинация за XBIZ награда за изпълнителка на годината.[26]
- 2012: Номинация за Urban X награда за изпълнителка на годината.[27]
- 2012: Номинация за Urban X награда за оргазмен оралист.[27]
- 2013: Номинация за AVN награда за изпълнителка на годината.[28][29]
- 2013: Номинация за AVN награда за най-добра поддържаща актриса – „Мъже в черно: хардкор пародия“.[28][29]
- 2013: Номинация за NightMoves награда за най-добра етническа изпълнителка.[30]